# Gozsdu Alapítvány
A Gozsdu Alapítványt Gozsdu Manó végrendeletének megfelelően, 1870-ben jegyeztette be Budapesten Andrei Şaguna.
Az alapítvány vagyona a következőkből állt:
- ingatlanok: nyolc négyszintes épület, a mai Gozsdu-udvar a Király, Dob és Holló utcák között Budapest VII. kerületében;
- értékpapírok: 2.306 különböző részvény, állampapír, amelyeket a Pesti Hazai Első Takarékpénztárnál és a Hazai Banknál helyeztek letétbe.
- ingó vagyon.

Az alapítvány kezdeti vagyona (1870) 178.000 forint volt, amelynek 1917. évi értéke 8.000.000 korona volt.
Az Alapítvány 1870. és 1917. között működött és olyan diákoknak adott ösztöndíjat, mint Traian Vuia, Octavian Goga (a két világháború között kétszer is, rövid ideig miniszterelnök), Constantin Daicoviciu, Petru Groza (1945 után román miniszterelnök) és Victor Babeș. 1871 és 1900 között 1492 ösztöndíjat osztottak ki kb. egymillió forint, 1901 és 1918 között 1835 ösztöndíjat, 1 millió 300 ezer korona értékben. Az alapítvány legnagyobb beruházása a Gozsdu-udvar 1901. évi felépítése volt.
1952-ben az alapítvány vagyonát államosították. 1990. után a magyar kormány visszautasította a román kormány kérését a Gozsdu Alapítvány vagyonának visszaadásáról, hiszen a második világháború után született békeszerződés alapján mindkét ország kölcsönösen lemondott a másik ország területén lévő vagyonáról. Ezt az állapotot a Románia és Magyarország között, 1953-ban megkötött államközi megállapodás is szentesítette.